# Gohar-Rud
Gohar-Rud (perz. گهر رود, ili Gahar-Rud) je rijeka u pokrajini Luristan na zapadu Irana. Izvorom rijeke smatra se jezero Veliki Gohar između planina Oštoran-Kuha i Kuh-e Taht-e Kale čija je površina na 2335 m nadmorske visine. Jezero napaja Gohar-Rud s prosječno 0,5 m³/s, a maksimalni istjek pri njegovom ušću u travnju se penje i do 21 m³/s. Riječni tok se proteže u smjeru istok−zapad duljinom od približno 40 km i pritječe Dezu na visini od 1287 m, a voda dalje otječe Karunom i Arvand-Rudom do Perzijskog zaljeva. Na rijeku se nadovezuje niz manjih pritoka među kojima je najveći Rud-e Amarat. Naselja uz Gohar-Rud uključuju ruralne zajednice Gale-Gohar, Tape-Tej, Amarat i Bar-Aftab čije je gospodarstvo orijentirano na poljoprivredu i ribolov. Oko dva kilometara uzvodno od ušća izgrađena su dva mosta i mala Goharska brana. 
Gornjim dijelom riječne doline prevladava snježno-šumska klima (Dsa) s prosječnom godišnjom količinom padalina od 700 mm, a temperature zraka se kreću od najmanje −30°C tijekom veljače do najviše +37°C u kolovozu. Temperatura vode oscilira od 3°C u siječnju do 24°C u srpnju i kolovozu, a količina otopljenog kisika iznosi 8,5−13 mg/l. Gohar-Rud je oligotrofna rijeka jer je siromašna hranjivim tvarima i ima malu organsku proizvodnju. U rijeci i užoj okolici je identificiran 31 rod ili vrsta iz pet porodica fitoplanktona, 42 rodova iz 26 porodica kukaca, mekušaca, crvi i rakova, te devet vrsta iz 12 porodica vodenih biljaka. Gohar-Rud obiluje i nekim introduciranim vrstama riba poput potočne (Salmo trutta) i kalifornijske pastrve (Oncorhynchus mykiss) koje su u izvorišna jezera uvedene ranih 1970-ih godina. Dolina Gohar-Ruda obiluje hrastom, vrbama, bademom, pistacijom, brijestom, kruškama, jabukama, platanama, orasima, smokvama, jasenom, glogom i narom. Gohar-Rud, jezera Veliki i Mali Gohar zajedno s okolnim Oštoran-Kuhom su zbog visokog stupnja bioraznolikosti proglašeni zaštićenim područjem.

## Poveznice
- Zemljopis Irana
- Popis iranskih rijeka